# 谢莉·杜瓦尔
雪莉·杜瓦（英語：Shelley Duvall，1949年7月7日—2024年7月11日）是一位美國女演員，以其對獨特且常常怪異角色的演繹而聞名。她曾獲得多個獎項，包括坎城影展最佳女演員獎和皮博迪獎，並獲得英国电影学院奖和兩次黃金時段艾美獎提名。
杜瓦出生於德克薩斯州，在被導演勞勃·阿特曼挖掘後開始了演藝生涯。阿特曼被他積極樂觀的氣質所打動，並讓她出演黑色喜劇電影《空中怪客》（1970年）。儘管他對成為演員感到猶豫，但她繼續與阿特曼合作，出演《麥凱比與米勒夫人》（1971年）和《我們這樣的盜賊》（1974）。他的突破性演出是在阿特曼的邪典電影《納什維爾》（1975年），並憑藉奧特曼執導的戲劇片《三女性》（1977年）獲得了廣泛讚譽，贏得了坎城影展最佳女演員獎，並獲得英國電影學院獎最佳女主角提名。同年，她還在伍迪·艾伦的諷刺浪漫喜劇《安妮·霍尔》（1977年）中飾演配角（《滾石》雜誌的記者），並主持了《週六夜現場》。
在1980年代，杜瓦因主演角色而聞名，包括在阿特曼的真人版《大力水手》中飾演奧莉薇·奧爾，以及在斯坦利·库布里克的恐怖電影《闪灵》（均為1980年）中飾演疑神疑鬼的妻子「溫蒂·托蘭斯」一角。她也出演了泰瑞·吉連的奇幻電影《时光大盗》（1981年）、短篇喜劇恐怖片《科學怪狗》（1984年）和喜劇《羅克珊》（1987年）。在1980年代後半期，她涉足為兒童和青少年製作電視節目，特別是創建並主持了《童話劇場》（1982-1987年）、《高個子故事和傳說》（1985-1987年）（該節目為她贏得了1988年的黃金時段艾美獎提名）和《惡夢經典》（1989年）。
杜瓦在整個1990年代間歇性地從事表演，特別是在史蒂文·索德伯格的驚悚片《陰影的代價》（1995年）和珍·康萍執導的改編電影《妮可·基嫚之風情萬種》（1996年）中飾演配角。他的最後一次表演是在《天降甘霖》（2002年），之後便退出了演藝圈。杜瓦多年來一直遠離公眾媒體，保持個人生活的隱私；然而，她的健康問題引起了廣泛的媒體關注。在經歷了21年的停工期後，杜瓦在2023年的恐怖電影《森林山》中重返大螢幕，這是他生前最後一個角色。
2024年7月11日，杜瓦尔在德州布蘭科的家中因糖尿病併發症在睡夢中去世，享壽75歲。

## 出演作品

### 電影
| 年份   | 標題                                    | 角色                     | 備註         | 參考來源 |
| ------ | --------------------------------------- | ------------------------ | ------------ | -------- |
| 1970年 | 《空中怪客》                            | Suzanne Davis            |              | [ 2 ]    |
| 1971年 | 《麥凱比與米勒夫人》                    | Ida Coyle                |              | [ 2 ]    |
| 1974年 | 《我們這樣的盜賊》                      | Keechie                  |              | [ 2 ]    |
| 1975年 | 《納什維爾》                            | Martha / L.A. Joan       |              | [ 2 ]    |
| 1976年 | 《西塞英雄谱》                          | 弗朗西斯·克利夫兰        |              | [ 2 ]    |
| 1977年 | 《三女性》                              | 米爾德里德「米莉」拉莫羅 |              | [ 2 ]    |
| 1977年 | 《安妮·霍尔》                           | Pam                      |              | [ 2 ]    |
| 1980年 | 《鬼店》                                | 溫蒂·托倫斯              |              | [ 2 ]    |
| 1980年 | 《大力水手》                            | 奧莉薇·奧爾              |              | [ 2 ]    |
| 1981年 | 《时光大盗》                            | Pansy                    |              | [ 3 ]    |
| 1984年 | 《科學怪狗》                            | Susan Frankenstein       | 短片         | [ 4 ]    |
| 1987年 | 《羅克珊》                              | Dixie                    |              | [ 2 ]    |
| 1991年 | 《郊區突擊隊》                          | Jenny Wilcox             |              | [ 2 ]    |
| 1995年 | 《陰影的代價》                          | Nurse                    |              | [ 5 ]    |
| 1996年 | 《妮可·基嫚之風情萬種》                 | Countess Gemini          |              | [ 6 ]    |
| 1997年 | 《改變習慣》（Changing Habits）         | Sister Agatha            |              | [ 7 ]    |
| 1997年 | 《冰若蟲的黃昏》                        | Amelia Glahn             |              | [ 8 ]    |
| 1997年 | 《陰影地帶：我的老師吃了我的作業》      | Mrs. Fink                |              | [ 9 ]    |
| 1997年 | 《火箭人 (1997年電影)》                 | Mrs. Randall             | 未註明       | [ 10 ]   |
| 1998年 | 《魔繭復活》                            | Edith Butros             |              | [ 11 ]   |
| 1998年 | 《鬼馬小精靈──相見歡》                  | Gabby                    |              | [ 12 ]   |
| 1998年 | 《愛情向前衝》                          | Mrs. Jackson             |              | [ 2 ]    |
| 1999年 | 《四樓惡鄰》                            | Martha Stewart           |              | [ 13 ]   |
| 1999年 | 《罪惡魔頭》                            | Mrs. Stein               |              | [ 14 ]   |
| 2000年 | 《閣樓上的夢想》（Dreams in the Attic） | Nellie                   | 未註明       | [ 15 ]   |
| 2002年 | 《天降甘霖》                            | Detective Dubrinski      |              | [ 2 ]    |
| 2023年 | 《森林山》（The Forest Hills）          | Rico's Mother            | 最終電影角色 | [ 16 ]   |

## 獎項與提名
| 年份   | 獎項                   | 類別                           | 電影                                     | 結果 |
| ------ | ---------------------- | ------------------------------ | ---------------------------------------- | ---- |
| 1977年 | 戛纳电影节             | 最佳女演員獎                   | 《三女性》                               | 獲獎 |
| 1977年 | 洛杉磯影評人協會       | 最佳女主角獎                   | 《三女性》                               | 獲獎 |
| 1977年 | 國家影評人協會         | 最佳女主角獎                   | 《三女性》                               | 亞軍 |
| 1977年 | 紐約影評人協會         | 最佳女主角獎                   | 《三女性》                               | 亞軍 |
| 1978年 | 英国电影和电视艺术学院 | 最佳女主角獎                   | 《三女性》                               | 提名 |
| 1984年 | 皮博迪獎               | 皮博迪獎                       | 《童話劇場》                             | 獲獎 |
| 1988年 | 黃金時段艾美獎         | 優秀兒童節目                   | 《高個子故事和傳說》                     | 提名 |
| 1992年 | 黃金時段艾美獎         | 傑出動畫節目（節目少於一小時） | 《雪莉·杜瓦的睡前故事》                  | 提名 |
| 1998年 | 双子座奖               | 劇情類影集最佳客串女演員       | 《雪莉福爾摩斯歷險記》：想成為女巫的事件 | 提名 |
| 2019年 | 女性影評人協會獎       | 終身成就獎                     | 終身成就獎                               | 提名 |
| 2020年 | 德州電影獎             | 德州電影名人堂                 | 德州電影名人堂                           | 入選 |

## 外部連結
- 谢莉·杜瓦尔在互联网电影资料库（IMDb）上的資料（英文）
- 在AllMovie上谢莉·杜瓦尔的頁面（英文）